# Jirawat Chingchaiyaphum
Jirawat Chingchaiyaphum (thailändisch จิราวัฒน์ ชิงชัยภูมิ; * 3. August 1995 in Chaiyaphum), auch als Bus bekannt, ist ein thailändischer Fußballspieler.

## Karriere
Jirawat Chingchaiyaphum erlernte das Fußballspielen in der Schulmannschaft des Assumption College Sriracha. Bis 2015 stand er beim Drittligisten Assumption United FC in der Hauptstadt Bangkok unter Vertrag. Im Februar 2016 wechselte er zum Erstligisten Chainat Hornbill FC. 2016 wurde er mit Chainat Pokalsieger. Am Ende der Saison musste er mit dem Verein aus Chainat in die zweite Liga absteigen. 2017 feierte er mit Chainat die Zweitligameisterschaft und den direkten Wiederaufstieg in die erste Liga. Die Saison 2018 wurde er an den Viertligisten Uttaradit FC ausgeliehen. Am Ende der Saison wurde er mit dem Verein aus Uttaradit Meister der Northern Region. Mitte 2019 wurde er vom Uttaradit FC, der mittlerweile in der dritten Liga spielte, fest unter Vertrag genommen. Die Saison 2021/22 wurde Chingchaiyaphum an den Drittligisten Nakhon Ratchasima United FC ausgeliehen. Mit dem Verein aus Nakhon Ratchasima, der in der North/Eastern Region spielte, bestritt er 21 Ligaspiele. Nach der Ausleihe kehrte er nach Uttaradit zurück. Hier wurde sein Vertrag jedoch nicht verlängert. Im Sommer 2022 schloss er sich dem in der Eastern Region spielenden Chanthaburi FC an. Mit dem Klub aus Chanthaburi wurde er Vizemeister. In den Aufstiegsspielen zur zweiten Liga konnte man sich durchsetzen und stieg im Sommer 2023 in die zweite Liga auf. Nach insgesamt 36 Ligaspielen wurde sein Vertrag im Sommer 2024 nicht verlängert. Im August 2024 verpflichtete ihn der in der North/Eastern Region spielenden Drittligist Rasisalai United FC. Am Ende der Saison 2024/25 feierte er mit dem Verein die Meisterschaft der Region sowie die Qualifikation zu den Aufstiegsspielen zur zweiten Liga. Hier konnte man sich in der National Championship durchsetzen und stieg somit in die zweite Liga auf.

## Erfolge
Chainat Hornbill FC
- Thailändischer Zweitligameister: 2017  ▲
- Thailändischer Pokalsieger: 2016

Uttaradit FC
- Thai League 4 – North: 2018

Rasisalai United FC
- Thai League 3 – North/East: 2024/25